# Guahíbo
Los guahíbo o sikuani o jivi o jiwi son un pueblo indígena que habita en los Llanos del Orinoco, entre los ríos Guaviare, Meta y Arauca, en los departamentos colombianos de Vichada, Meta (Puerto Gaitán y Mapiripán), Arauca, Guaviare y Guainía, y en Venezuela al occidente de los estados Amazonas, Bolívar y al sur del Apure.
Su población es de aproximadamente 67 000 personas, de los cuales, 52 000 viven en Colombia y 14 000 en Venezuela. Forman el grupo más numeroso de la zona de influencia del Orinoco. Su lengua forma parte de la familia lingüística de las lenguas guahibanas. Algunos autores han relacionado esta familia con la familia arawak, como emigrantes de las Guayanas. Algunos autores ubican a los Sikuani como el tronco principal del grupo, mientras que otros los consideran un subgrupo. Sin embargo, Queixalós (1993) sostiene que las relaciones entre las lenguas guahibo y arawak son meramente léxicas —es decir, se trata de préstamos de palabras— y no reflejan un parentesco genético entre ambas familias lingüísticas. 

## Ubicación geográfica
Se encuentran ubicados en los llanos orientales, específicamente en los departamentos de Vichada, Meta, Casanare,  y Arauca, entre los ríos de los mismos departamentos antes mencionados. Eso comprende entre los ríos Orinoco y Manacacías en las vastas sabanas.

## Población
En 2018, el DANE reportó una población censada de 50.475 personas que se autoreconocieron como sikuanis, de los cuales el 51,1 % son hombres y 48,9 % son mujeres.
En estos departamentos se concentran el 96,4 % del Pueblo Sikuani.
| Departamento | Porcentaje | Habitantes |
| ------------ | ---------- | ---------- |
| Arauca       | 11,3 %     | 5 917      |
| Casanare     | 4,3 %      | 2 251      |
| Guainía      | 8,8 %      | 4 608      |
| Meta         | 31,9 %     | 16 703     |
| Vichada      | 40,1 %     | 20 996     |

## Forma de vida
La siembra, cuidado, recolección y procesamiento de la yuca amarga es una actividad principal a la que se dedican las mujeres, que utilizan instrumentos de fibra, como el exprimidor o sebucán (yobot) y diversas cestas. Con la masa curada se prepara una tortilla o casabe y un grano de harina asada o fariña, de la que siempre disponen.
Además de la yuca, cultivan plátano, maíz, arroz, tomate, batata, ñame, ají, piña y caña de azúcar. Aunque la recolección de productos silvestres tiende a disminuir, aún se mantiene.
La cacería con arco y flecha tiene el prestigio tradicional, en tanto la pesca ha aumentado su peso en la dieta diaria en la medida que han incorporado masivamente el uso de anzuelos y redes, se sostiene la fabricación de canoas y balsas y algunas comunidades disponen de motores fuera de borda. Muchas familias crían gallinas y cerdos y algunas comunidades disponen de ganado vacuno.
Los hombres siguen siendo hábiles tejedores y fabrican las hamacas de fibras de cumare y moriche, canastos, esterillas, flautas y sebucanes. Las mujeres moldean los budares de arcilla, fundamentales para asar la masa de yuca y algunas aún fabrican ollas, múcuras y platos de barro.
Forman una sociedad patriarcal, en la cual la unidad familiar está constituida por una pareja mayor con sus hijos solteros, las hijas y sus esposos y niños. Residen en casas rectangulares con techo de paja de palmas, a las que anteriormente cubrían hasta el suelo con hojas de platanillo para protegerse de los mosquitos, práctica sustituida por el uso de toldillos en las hamacas. Construyen también campamentos durante la cacería y, cerca de la casa principal, una casita para las mujeres durante la menstruación. Cuando la familia crece demasiado, los yernos pasan a formar su propia familia. 
Consideran como familia directa a los padres, hermanos e hijos, lo mismo que los tíos del mismo sexo que los progenitores: hermanos del padre y hermanas de la madre. Son familia cercana los primos que sean hijos de los hermanos del padre y las hermanas de la madre, que son identificados con los hermanos, los sobrinos y sobrinas hijos de hermanos y los hijos propios. Existe una tercera categoría, los aliados que agrupa a los hermanos de la madre y las hermanas del padre, considerados como suegros. Tienen tendencia a la endogamia.
Cada grupo tiene un nombre, un territorio y algunas particularidades lingüísticas, y es independiente respecto a los demás.

## Cosmovisión
Consideran el universo como constituido por varios niveles superpuestos: el superior la Vía Láctea; el siguiente, el de otras estrellas; luego el de la tierra que tiene mares al oriente y al occidente y surcándolos otros continentes o mundos; un nivel subterráneo y otro, más abajo, subacuático, bajo el mar y las lagunas. Los mapas de los niveles superiores son conocidos por los Sikuani, que tienen nombres para las estrellas y constelaciones y usan su conocimiento para manejar el calendario y las estaciones, así como para guiarse al viajar.
La vinculación entre el hábitat cotidiano y el macrocosmos está dada por elementos imprescindibles en la vida de los Sikuani como el agua, las plantas y el territorio.
Consideran que los bienes de que disfruta la humanidad provienen de la acción de cuatro hermanos: Tsmani, Liwirnei, Batatuaba y Kajuyali, que subieron al cielo y se pueden ver en la constelación de las Pléyades. Además, Kutsikutsi descubrió y logró derribar, con la ayuda de las ardillas, el árbol Kaliawirinai, del cual brotó la vida, todas las plantas comestibles y cultivables y la solidaridad de la comunidad o Unuma. Tsamani otorgó la medicina tradicional y el chamán (dopatubinü) puede comunicarse con él mediante la inhalación del yopo (dopa).
Las mujeres se someten a un ritual de iniciación, el "rezo del pescado", que es un acontecimiento comunitario. La joven es recluida en una casita cerrada con esteras (tulimabo), aislada por varios meses y puesta a dieta, para participar finalmente en la celebración. El itomo es la ceremonia del segundo funeral de todo difunto guajibo.

## Idioma
La lengua de los sikuani pertenece al grupo central de la familia guahibana y posiblemente formó un continuo dialectal con la lengua Cuiba, hasta que fueron separados por el asentamiento en las riberas de los ríos, de pueblos de lenguas Arawak y Sáliba y más tardíamente por la colonización.
Los principales dialectos sikuani son Waü (occidental) y Parawá (oriental). '1'Newütjü'1' (Tigrero) es una forma transicional entre ambos. El Amorúa (jamorúa) es una forma extrema de Parawá, en tanto que hay varios dialectos transicionales entre sikuani y cuiba: Dome (Playero), del río Arauca, más sikuani; Waüpiwi (Wipiwi, Yomati) de los río Uachadía y alto Tomo; Siripuji (Tsiripu o Siripu) del río Aguaclara; y Mayaraji o Mayalero (Mariposo), del río Arauca. 

### Fonología
Vocales
|          | Anteriores | Centrales | Posteriores |
| Cerradas | i î        | ɨ ɨ̃       | u û         |
| Medias   | e ê        |           | o ô         |
| Abiertas |            | a â       |             |

Son seis vocales orales y seis nasales.
Consonantes
|                   | labial | dental | alveolar | palatal | velar | glotal |
| oclusivas sordas  | p      | θ (z)  | t        |         | k     |        |
| oclusivas sonoras | b      |        | d        |         |       |        |
| nasales           | m      |        | n        |         |       |        |
| africadas         |        |        | ts       |         |       |        |
| fricativas sordas | f      |        | s        |         | x     | h      |
| lateral           |        |        | l        |         |       |        |
| vibrante          |        |        | r        |         |       |        |
| aproximantes      | w (v)  |        |          | y       |       |        |